# Сельское хозяйство и рыболовство Багамских Островов
Сельское хозяйство и рыболовство Багамских Островов — часть экономики Багамских Островов. Оно развито слабо и не покрывает потребностей страны в продовольствии.
По состоянию на 2014 год доля агропромышленного комплекса в ВВП Багамских Островов составляла менее 2 %.
Сельское хозяйство обеспечивает местной продукцией только 20 % потребностей, что делает продовольственный рынок Багамских Островов очень зависимым от импорта.

## Растениеводство
На Багамских Островах под пашнями находится только 1 % территории. Местные почвы недостаточно влажные, отличаются невысокой плодородностью и чаще всего располагаются тонким слоем на скалистой поверхности островов. Это мешает механизации растениеводства, как и недостаток пресной воды для орошения посевов.
В 1973 году на острове Андрос выделили 2000 акров целины для выращивания сои, кукурузы, сорго, цитрусовых культур, авокадо и манго.
Сейчас на Багамских Островах возделывают сахарный тростник, цитрусовые культуры (в основном на Большом Абако и Большом Багаме), тропические фрукты (Эльютера и Большой Абако), кокосовые пальмы, ранние овощи (Большой Абако).
В 2012 году валовый сбор сахарного тростника на Багамских Островах составил 57,5 тысячи тонн, грейпфрутов и помело — 20,4 тысячи тонн, бананов — 9,5 тысячи тонн, помидоров — 5,8 тысячи тонн, апельсинов — 3,7 тысячи тонн, лимонов и лайма — 3,1 тысячи тонн, кокосов — 2,6 тысячи тонн, манго и гуавы — 2,4 тысячи тонн, кабачков и патиссонов — 2,1 тысячи тонн.
В основном для экспорта в США выращивают цветы, декоративные деревья и кустарники.

## Животноводство
Основное животноводческое направление в багамском АПК — птицеводство, которое развивается преимущественно на островах Большой Абако и Эльютера. По состоянию на 2013 год совокупная мощность птицеводческих хозяйств составляла около 3 млн голов.
Также здесь разводят коз, овец, свиней, крупный рогатый скот.
В 2013 году в государстве производили 6,6 тысячи тонн птичьего мяса, 2,2 тысячи тонн козьего молока, 0,7 тысячи тонн коровьего молока, 2,2 млн яиц.

## Рыболовство
В прибрежных водах Багамских Островов ведут промысел рыбы (в частности, тунца), морских черепах, омаров, лангустов, морских губок.
С 1990-х годов здесь занимаются искусственным разведением креветок, преимущественно для экспортных целей.

## Государственная политика
Власти Багамских Островов стремятся снизить зависимость страны от импортного продовольствия. В качестве основных направлений для зарубежных инвестиций отмечают производство и переработку говядины и свинины, фруктов и орехов, молока, огурцов, зелёного перца, кабачков, дынь, а также разведение креветок.
Кроме того, сельхозпроизводителей ориентируют на производство культур, которые пользуются спросом на протяжении всего года: бананов, картофеля и батата, лука, гороха.
Одна из государственных задач — вывод каждого острова на самообеспечение свининой и мясом птицы. Была внедрена государственная программа по производству баранины в небольших фермерских хозяйствах в центре и на юге страны. Фермерам предоставляют беспроцентные кредиты для строительства дорог, оросительных систем, покупку кормов, средств защиты растений и другие нужды. Особенные усилия направлены на развитие АПК на юге.
На острове Андрос действует Институт сельскохозяйственных и морских наук для повышения профессионального уровня работников агропрома.